# Ali Kemal Denizci
Ali Kemal Denizci (Trabzon, 1º marzo 1950) è un ex calciatore turco, di ruolo centrocampista.

## Carriera
In carriera vinse per tre volte il campionato turco (1976, 1977, 1982). Dopo il ritiro intraprese una lunga carriera da dirigente.

## Palmarès

### Club

#### Competizioni nazionali
- Campionato turco: 3

Trazbonspor: 1975-1796, 1976-1977
Beşiktaş: 1981-1982
- Coppa di Turchia: 3

Trazbonspor: 1976-1977, 1977-1978
Fenerbahçe: 1978-1979
- Supercoppa di Turchia: 2

Trazbonspor: 1976, 1977